# Локални избори у Србији 2012.
Локални избори за одборнике скупштина општина и градова у Србији 2012. одржани су 6. маја заједно са председничким, парламентарним и покрајинским изборима.
Одлука о расписивању избора донета је 13. марта 2012. године, а односила се на све општине и градове у Србији, осим оних у којима локалним скупштинама није истекао мандат, тако да избори нису расписани у Аранђеловцу, Бору, Врбасу, Ковину, Косјерићу, Косовској Митровици, Кули, Лепосавићу, Неготину, Новом Брду, Оџацима, Пећи и Приштини.
У исто време, избори су расписани и за локалне скупштине у 15 градских општина у Београду, али не и за скупштине у градским општинама Земун и Вождовац, где су локални парламенти формирани 2009. године.
Уочи раписивања избора, у политичкој јавности Србије покренуто је питање о могућности одржавања локалних избора у општинама на подручју Косова и Метохије. Иако је првобитном одлуком о расписивању избора од 13. марта било предвиђено одржавање избора у свим општинама чијим је скупштинама истекао мандат, укључујући и општине са подручја Косова и Метохије, спровођење избора на том подручју убрзо је доведено у питање због противљења страних чинилаца.
Према накнадном споразуму, покровитељство над спровођењем председничких и парламанетарних избора на подучју АПКМ преузео је ОЕБС, али договор о одржавању избора за општинске скупштине није постигнут. Одлука о одустајању од спровођења општинских избора на подручју АПКМ саопштена је 15. априла. То је довело до незадовољства у српским срединама на подручју АКМО и покретања политичких полемика. Иако се од одржавања локалних избора на подручју АПКМ одустало, српски прваци у Звечану и Зубином Потоку самоиницијативно су спровели изборе за локалне општинске скупштине, али резултати тих избора нису били признати.

## Резултати у великим срединама
Укупно изабрано 6612 одборника у скупштинама општина и градова.

### Београд
| Странка                                         | Гласови | %      | Мандати |
| ----------------------------------------------- | ------- | ------ | ------- |
| Драган Ђилас — Избор за бољи Београд            | 295.833 | 35,18  | 50      |
| Покренимо Београд — Томислав Николић            | 216.271 | 25,72  | 37      |
| Ивица Дачић — СПС-ПУПС-ЈС — Милан Кркобабић     | 76.877  | 9,14   | 13      |
| Демократска странка Србије — Војислав Коштуница | 62.749  | 7,46   | 10      |
| Остали                                          | 189.189 | 22,50  | 0       |
| Укупно                                          | 840.838 | 100,00 | 110     |

### Нови Сад
| Странка                                                            | Гласови | %      | Мандати |
| ------------------------------------------------------------------ | ------- | ------ | ------- |
| Избор за бољи Нови Сад — Бојан Пајтић                              | 31.024  | 17,90  | 18      |
| Покренимо Нови Сад — Томислав Николић                              | 27.280  | 15,74  | 15      |
| Лига социјалдемократа Војводине — Нови Сад наша кућа — Ненад Чанак | 26.751  | 15,43  | 15***   |
| Ивица Дачић — СПС-ПУПС-ЈС-СДПС                                     | 13.422  | 7,74   | 7       |
| Ромска демократска странка — Томислав Бокан                        | 10.500  | 6,06   | 6       |
| Демократска странка Србије — Војислав Коштуница                    | 9.777   | 5,64   | 5       |
| Двери српске за живот Новог Сада                                   | 8.906   | 5,14   | 5       |
| Српска радикална странка — др Александар Мартиновић                | 8.788   | 5,07   | 5       |
| Остали                                                             | 29.488  | 17,77  | 2       |
| Укупно                                                             | 165.936 | 100,00 | 78      |

*** Троје одборника припада Српскоме покрету обнове.

### Ниш
| Странка                                         | Гласови | %      | Мандати |
| ----------------------------------------------- | ------- | ------ | ------- |
| Покренимо Ниш — Томислав Николић                | 24.513  | 21,32  | 17      |
| Избор за бољи Ниш — Борис Тадић                 | 21.435  | 18,69  | 15      |
| Уједињени региони Србије — Бранислав Јовановић  | 16.331  | 14,51  | 11      |
| Ивица Дачић — СПС-ПУПС-ЈС                       | 15.689  | 13,28  | 10      |
| Демократска странка Србије — Војислав Коштуница | 7.008   | 6,19   | 4       |
| Чедомир Јовановић — Преокрет                    | 6.521   | 5,60   | 4       |
| Остали                                          | 19.273  | 17,40  | 0       |
| Укупно                                          | 110.770 | 100,00 | 61      |

### Крагујевац
| Странка                                             | Гласови | %      | Мандати |
| --------------------------------------------------- | ------- | ------ | ------- |
| Верољуб Стевановић — Заједно за Крагујевац          | 34.319  | 37,28  | 37      |
| Покренимо Крагујевац — Томислав Николић             | 16.694  | 18,13  | 18      |
| Избор за бољи Крагујевац — Борис Тадић              | 11.676  | 12,68  | 12      |
| Ивица Дачић — СПС-ПУПС-ЈС — Славица Ђукић-Дејановић | 9.193   | 9,99   | 10      |
| Преокрет — др Зоран Тодоровић                       | 5.149   | 5,59   | 5       |
| Демократска странка Србије — Војислав Коштуница     | 4.864   | 5,28   | 5       |
| Укупно                                              | 88.503  | 100,00 | 87      |

### Краљево
| Странка                                         | Гласови | %      | Мандати |
| ----------------------------------------------- | ------- | ------ | ------- |
| Покренимо Краљево — Томислав Николић            | 12.013  | 20,6   | 16      |
| Избор за бољe Краљево — Борис Тадић             | 9.384   | 16,4   | 13      |
| Ивица Дачић — СПС-ПУПС-ЈС                       | 8.051   | 13,8   | 11      |
| Двери српске за живот Краљева                   | 5.734   | 9,8    | 7       |
| Уједињени региони Србије                        | 4.806   | 8,30   | 6       |
| Покрет за Краљево                               | 4.205   | 7,2    | 5       |
| Демократска странка Србије — Војислав Коштуница | 3.438   | 6,0    | 4       |
| Преокрет                                        | 3.365   | 5,7    | 4       |
| Социјалдемократски савез — Сложно за Краљево    | 3.120   | 5,4    | 4       |
| Укупно                                          | 57.958  | 100,00 | 70      |